# Tlaxcalera
Tlaxcalera är en ort i Mexiko.   Den ligger i kommunen Huasca de Ocampo och delstaten Hidalgo, i den sydöstra delen av landet, 100 km nordost om huvudstaden Mexico City. Tlaxcalera ligger 2 130 meter över havet och antalet invånare är 172.
Terrängen runt Tlaxcalera är kuperad västerut, men österut är den platt. Runt Tlaxcalera är det ganska tätbefolkat, med 93 invånare per kvadratkilometer. Närmaste större samhälle är Pachuca de Soto, 19,7 km sydväst om Tlaxcalera. I omgivningarna runt Tlaxcalera växer i huvudsak blandskog.